# Nikola Žižić (calciatore)
Nikola Žižić (Spalato, 23 gennaio 1988) è un ex calciatore croato, di ruolo difensore.

## Caratteristiche tecniche
Era un difensore centrale.